# جولى كولينز
جولى كولينز هي ممثلة كندية، ولدت في 8 أغسطس 1972 بفانكوفر في كندا.

## أعمال

### أفلام
- (1995) العزلة[2]

## وصلات خارجية
- جولى كولينز على موقع IMDb (الإنجليزية)
- جولى كولينز على موقع أول موفي (الإنجليزية)
- جولى كولينز على موقع قاعدة بيانات الفيلم (الإنجليزية)
- جولى كولينز على موقع كينوبويسك (الروسية)